# Сони Ролинс
Теодор Уолтър (Сони) Ролинс (на английски: Theodore Walter „Sonny“ Rollins) е американски джаз тенор саксофонист.
По преобладаващо мнение е сред най-важните и влиятелни джаз музиканти. Голям брой негови композиции, включително St. Thomas, Oleo, Doxy и Airegin, се превръщат в джаз стандарти.

## Биография
Ролинс е роден в Ню Йорк, като родителите му са родени в Американските Вирджински острови. Получава първия си саксофон, когато е на 13. Учи в Бенджамин Франклин Хай Скул в Източен Харлем. Споделя, че концерт на Франк Синатра там, придружен от молба за расова единност, променя живота му.
Ролинс отначало е пианист, после преминава към алто саксофона, и в крайна сметка превключва към тенора през 1946 г. По време на средношколските си години той свири в бенд с други бъдещи джаз легенди като Джаки Маклийн, Кени Дрю и Арт Тейлър. За първи път прави музикален запис през 1949 г. с Бабс Гонзалес (аранжор на групата е Джей Джей Джонсън). В записите си до 1954 г. той свири с изпълнители като Майлс Дейвис, Чарли Паркър и Телониъс Монк.
През 1950 г. е арестуван за въоръжен грабеж и осъден на три години затвор. Прекарва 10 месеца в затвора Райкърс Айлънд, преди да бъде пуснат условно. През 1952 г. е арестуван, тъй като нарушава правилата на условната си присъда като използва наркотици. Ролинс е записан във Федералния медицински център в Лексингтън, тогава единствен помощен център в САЩ за наркомани. По време на престоя си той доброволства за тогава експерименталната метадонова терапия и преодолява зависимостта си от наркотиците. Ролинс отначало се опасява, че трезвеността ще попречи на музикалното му вдъхновение, но после се радва на голям успех.
Като саксофонист отначало е привлечен от джъмп и ритъм енд блус музиката на изпълнители като Луи Джордан, но скоро се ориентира към мейнстрийм традицията на тенор саксофона. Йоаким Берент описва тази традиция като стоене между двата полюса на стриктното музициране на Колман Хокинс и лекото, гъвкаво фразиране на Лестър Йънг, което има голям принос за вдъхновяване на бързоногата импровизация на бибопа от 50-те.
Ролинс започва да се утвърждава като име през 1949 г., когато записва с Джонсън и Бъд Пауъл, по-късно ставайки известно като хард боп, с Дейвис през 1951 г., с Модърн Джаз Куортит и с Монк през 1953 г., но пробивът му е през 1954 г., когато записва прочутите композиции Oleo, Airegin и Doxy с квинтет, воден от Дейвис. Ролинс се включва в квинтета на Майлс Дейвис през лятото на 1955 г., но скоро след това напуска поради здравословни проблеми. По-късно, през 1955 г., Ролинс е поканен да се включи в квинтета на Клифорд Браун и Макс Роуч. Студийни записи, документиращи престоя му в групата, са Clifford Brown and Max Roach at Basin Street и Sonny Rollins Plus 4. След смъртта на Браун през 1956 г. Ролинс започва своята собствена кариера като лидер; първите му дългосвирещи албуми се издават от Престиж Рекърдс. През 50-те години записва и за Блу Ноут, Ривърсайд и лосанджелиската компания Контемпоръри.

## Saxophone Colossus
Бурно приветстваният му албум Saxophone Colossus е записан на 22 юни 1956 г. в студиото на Руди ван Гелдър в Ню Джърси. Томи Фланаган е на пианото, бившият член на Джаз Месинджърс, Дъг Уоткинс, е на контрабас, а барабанист е предпочитаният от него Роуч. Това е шестият запис на Ролинс като водач и включва най-известната му композиция St. Thomas, карибско калипсо, основано на песен, която майка му пее докато е дете, както и бързата бибоп композиция Strode Rode, както и Moritat (на Кърт Уейл, известна още като Mack the Knife).
През 1956 г. също записва Tenor Madness, използвайки групата на Дейвис – пианиста Ред Гарланд, контрабасиста Пол Чембърс и барабаниста Фили Джо Джоунс. Заглавната песен е единственият запис на Ролинс с Джон Колтрейн, който също е в групата на Дейвис.
В края на годината Ролинс записва сет за Блу Ноут с Доналд Бърд (тромпет), Уинтън Кели (пиано), Джийн Мейми (контрабас) и Роуч (барабани). Това е издадено като Sonny Rollins, Volume One (сесията Volume Two, записана през следващата година, надхвърля продажбите му).

## За него
- Blancq, Charles. Sonny Rollins: The Journey of a Jazzman. Boston: Twayne, 1983.
- Blumenthal, Bob, and John Abbott. Saxophone Colossus: A Portrait of Sonny Rollins. New York: Abrams, 2010.
- Broecking, Christian. Sonny Rollins: Improvisation und Protest. Creative People Books / Broecking Verlag, 2010.
- Médioni, Franck. Sonny Rollins: Le Souffle Continu. Paris: Editions MF, 2016.
- Nisenson, Eric. Open Sky, Sonny Rollins and his World of Improvisation. New York: St. Martin's Press, 2000.
- Palmer, Richard. Sonny Rollins: The Cutting Edge. New York: Bloomsbury, 2004.
- Theard, Christine Marie. It's All Good: Colossal Conversations with Sonny Rollins. They Are Divine Books, 2018.
- Wilson, Peter Niklas. Sonny Rollins: The Definitive Musical Guide. Berkeley: Berkeley Hills Books, 2001.
- Wyatt, Hugh. Sonny Rollins: Meditating on a Riff. New York: Kamama Books, 2018.